# جامعة سنجان الطبية
جامعة سنجان الطبية (بالأويغورية: شىنجاڭ تىببىي ئۇنىۋېرسىتېت, Шинҗаң Тиббий Университети، رومنة: Shinjang Tibbiy Universiteti)، سابقا كلية سنجان للطب، هي جامعة طبية في أورومتشي عاصمة إقليم سنجان ذو الأغلبية الأويغورية المسلمة المتمتع  بالحكم الذاتي في جمهورية الصين الشعبية.
تركز المناهج الدراسية بشكل خاص على الطب والإدارة واللغويات، وتحتوى الجامعة على 25 تخصص جامعي للطلاب و17 تخصص أكاديمي. وأكثر من 50 ألف طالب درس في الجامعة. في عام 2010، كان عدد الطلاب المُسجلين في الجامعة 13,100 طالب، و5,405 موظف وعضو هيئة تدريس. يقع الحرم الجامعي على أكثر من 3 ملايين قدم مربع.
تم إنشائها بعد أن أمر الرئيس ماو تسي تونغ وزارة الصحة في جمهورية الصين الشعبية بالتعاون مع الاتحاد السوفياتي لبناء مركز طبي في مدينة سنجان. وكان افتتاح الجامعة في عام 1956.